# Elsa Fottorino
Pour les articles homonymes, voir Fottorino.
Elsa Fottorino, née le 8 novembre 1985, est une journaliste et écrivaine française.

## Biographie
Elsa Fottorino est la fille de l'écrivain et journaliste Éric Fottorino. Elle a suivi des études de philosophie à l'université Paris-Nanterre.
En 2010, elle publie « un premier roman remarqué », Mes petites morts. En 2012, elle publie Une disparition. En septembre 2021 son roman Parle tout bas est sélectionné dans la première liste du prix Goncourt ainsi que celle du prix Femina.
Elle intervient dans l'émission La Tribune des critiques de disques de France Musique et présente Couleurs d'été en juillet 2016. Elle produit l'émission Femmes Pionnières sur France Musique en juillet-août 2021.
Elle est rédactrice en chef du magazine Pianiste et elle écrit pour Classica.

## Œuvre
- Mes petites morts, éditions Flammarion, 2010
- Une disparition, éditions Rivages, 2012
- Nous partirons, Mercure de France, 2017
- Parle tout bas, Mercure de France, 2021